# The Roop
The Roop és un grup musical de Lituània. Els components són el cantant i teclista Vaidotas Valiukevičius, el baterista Robertas Baranauskas i el guitarrista Mantas Banišauskas.
El grup es va formar a Vilna el novembre del 2014. Els tres components ja estaven actius en l'àmbit musical i el cantant Vaidotas Valiukevičius ja havia treballat com a actor i presentador de televisió. El primer àlbum de The Roop amb el títol To Whom It May Concern va sortir el 2015.
El 2017 The Roop va participar en la preselecció lituana del Festival de la Cançó d'Eurovisió amb la cançó Yes, I Do. Van acabar en tercer lloc. El 2020 va guanyar la preselecció d'Eurovisió Pabandom iš naujo! amb la cançó On Fire. Va rebre la millor puntuació del jurat, així com del públic. Hauria representat Lituània al Festival de la Cançó d'Eurovisió 2020, que s'hauria celebrat a la ciutat neerlandesa de Rotterdam, en cas de no haver sigut cancel·lat per la pandèmia per coronavirus de 2019-2020. Per això, la televisió lituana els va atorgar un lloc directe a la final de la preselecció nacional de 2021, la qual van acabar guanyant amb el tema Discoteque, de manera que tornarien a representar el país bàltic a Eurovisió 2021.